# حدث في بيتاخو (رواية)
حدث في بيتاخو رواية للكاتب السوري حنا مينه.

## ملخص القصة
تتناول الرواية معاناة (زبيد الشجري) لاجئ سوري عاش في لبنان حيث كان ملاحقا من نظام الشيشكلي، ثم يهرب من لبنان بمساعدة من قبل أمنيين شيوعيين يعملون في الأجهزة الأمنية اللبنانية، ويذهب إلى الصين ويعمل مُدرِّسًا للغة العربية. ليجد نفسه يهرب من الملاحقة الأمنية من بلد عربي إلى دولة شيوعية لا تتورع بمعرفة أدق تفاصيل حياته. وتبدأ القصة بهرب زبيد من المشفى في الصين بعد معاناته من جروح جسدية في بيتاخو. 